# Saint-Étienne-de-Chigny
Saint-Étienne-de-Chigny é uma comuna francesa na região administrativa do Centro, no departamento Indre-et-Loire. Estende-se por uma área de 21,16 km². Em 2010 a comuna tinha 1 651 habitantes (densidade: 78 hab./km²).